# Diana Matroos
Diana Matroos (Amsterdam, 19 juli 1971) is een Nederlands journalist voor BNR Nieuwsradio en de VPRO.
Matroos studeerde aan de School voor Journalistiek te Utrecht. Daarna kwam ze in 1999 terecht bij RTL Nieuws als redacteur. Van november 2004 tot augustus 2005 presenteerde ze het algemene nieuws bij RTL Z op RTL 7. Tussen september 2005 en februari 2008 presenteerde ze 4 in het Land, een nieuwsprogramma op RTL 4 vergelijkbaar met Hart van Nederland. Eind 2007 keerde ze weer terug bij RTL Z, eerst als invaller, maar later als vaste nieuwslezeres toen 4 in het Land werd stopgezet. Anno 2014 presenteerde Matroos elke maandag en vrijdag het RTL Nieuws tussen 10.00 uur en 16.00 uur op RTL Z. Daarnaast viel ze regelmatig in, bij afwezigheid van collega Sanne Boswinkel. Tevens presenteerde Matroos regelmatig Editie NL, als invaller. Ook was ze regelmatig te zien bij het late nieuws op RTL 4. Vanaf december 2012 tot juni 2014 maakte Matroos het presentatieteam van Zakendoen met... bij BNR Nieuwsradio, dit in combinatie met haar baan als nieuwslezer. Sinds september 2014 presenteerde ze op de zaterdag het radioprogramma ZZP Café bij BNR Nieuwsradio.
Voor RTL Z heeft ze vele breaking news-uitzendingen verzorgd, waaronder de terroristische aanslagen in Londen op 7 juli 2005, het ongeluk met Turkish Airlines-vlucht 1951 op Schiphol op 25 februari 2009, de vliegramp in Tripoli op 12 mei 2010, de dood van Osama bin Laden op 2 mei 2011 en het overlijden van prins Friso van Oranje-Nassau van Amsberg op 12 augustus 2013. Matroos presenteerde urenlang onafgebroken rechtstreeks het nieuws.
Matroos was in 2015 aanvoerder van De Kleurrijke Top 100. Op 31 mei 2016 kondigde ze haar vertrek bij RTL Nieuws aan.
Matroos werkt sinds juli 2016 bij BNR Nieuwsradio, waar ze programma's presenteert en mensen interviewt.
In maart 2017 voerde ze tijdens het "Carré-debat" één-op-één gesprekken met de lijsttrekkers van de verkiezingen van die maand. Haar optreden oogstte veel kritiek. Ze zou met luide toon door politici heen hebben gepraat. Na het reclameblok liet ze de resterende lijsttrekkers wel uitspreken, wat ook kritiek veroorzaakte omdat ze zodoende niet gelijk zouden zijn behandeld. Matroos stond naderhand achter haar optreden, dat vooraf zou zijn afgesproken, en ontkende in de pauze 'teruggefloten' te zijn. De bedoeling zou zijn geweest daadwerkelijk antwoord op vragen te krijgen.
Van september 2018 tot juni 2019 presenteerde ze namens de VPRO het tv-programma Buitenhof. Daarna werkte ze voor het programma Big Five van omroep BNR.